# Berne (metropolitana di Amburgo)
Berne è una fermata della metropolitana di Amburgo, sulla linea U1.